# نیروگاه لینت–لیمردان
نیروگاه لینت-لیمردان (به لاتین: Linth–Limmern Power Stations) یک سد قوسی و نیروگاه ذخیره تلمبه‌ای در سوئیس است که در کانتون گلاروس واقع شده‌است.